# Lokossa
Lokossa   este un oraș  în  Benin. Este reședința  departamentului  Mono.